# Trượt băng tốc độ cự ly ngắn tại Thế vận hội Mùa đông 2018 - 500 mét nữ
Nội dung 500 mét nữ của môn trượt băng tốc độ cự ly ngắn tại Thế vận hội Mùa đông 2018 diễn ra từ ngày 10 tới 13 tháng 2 năm 2018 at the Gangneung Ice Arena ở Gangneung, Hàn Quốc.

## Diễn biển
Đương kim vô địch năm 2014 Lý Kiên Nhu đã giải nghệ, tuy nhiên huy chương bạc năm 2014 Arianna Fontana vẫn thi đấu và giành huy chương vàng. Elise Christie và Choi Min-jeong, những người thiết lập kỷ lục Olympic tại vòng loại và tứ kết, được coi là các ứng cử viên nặng ký cho chức vô địch. Họ đều lọt vào chung kết, tuy nhiên Christie chỉ về thứ tư, còn Choi bị truất quyền thi đấu vì lỗi tranh chấp dù trước đó về nhì. Fontana là người về nhất, còn Yara van Kerkhof giành huy chương bạc, Kim Boutin giành huy chương đồng.

## Kỷ lục
Trước giải đấu, các kỷ lục thế giới và Olympic như sau.
| Kỷ lục thế giới | Elise Christie (GBR) | 42.335 | Thành phố Salt Lake, Hoa Kỳ | 13 tháng 11 năm 2016 |
| Kỷ lục Olympic  | Wang Meng (CHN)      | 42.985 | Vancouver, Canada           | 17 tháng 2 năm 2010  |

Ba kỷ lục Olympic được thiết lập tại kỳ Olympic này.
| Ngày       | Vòng             | Tên            | Quốc gia | Thời gian | Kỷ lục | Nguồn |
| ---------- | ---------------- | -------------- | -------- | --------- | ------ | ----- |
| 10 tháng 2 | Vòng loại Nhóm 8 | Choi Min-jeong | Hàn Quốc | 42.870    | OR     | [ 5 ] |
| 13 tháng 2 | Tứ kết 2         | Elise Christie | Anh Quốc | 42.703    | OR     | [ 6 ] |
| 13 tháng 2 | Bán kết 1        | Choi Min-jeong | Hàn Quốc | 42.422    | OR     | [ 7 ] |

## Kết quả

### Vòng loại
Q – lọt vào tứ kết
PEN – bị phát
| Hạng | Nhóm | Tên                  | Quốc gia                     | Thời gian | Ghi chú |
| ---- | ---- | -------------------- | ---------------------------- | --------- | ------- |
| 1    | 1    | Kim Boutin           | Canada                       | 43.634    | Q       |
| 2    | 1    | Natalia Maliszewska  | Ba Lan                       | 43.725    | Q       |
| 3    | 1    | Lana Gehring         | Hoa Kỳ                       | 43.825    |         |
| 4    | 1    | Lucia Peretti        | Ý                            | 43.994    |         |
| 1    | 2    | Arianna Fontana      | Ý                            | 43.214    | Q       |
| 2    | 2    | Andrea Keszler       | Hungary                      | 43.274    | Q       |
| 3    | 2    | Kathryn Thomson      | Anh Quốc                     | 1:08.896  |         |
| 4    | 2    | Suzanne Schulting    | Hà Lan                       | DNF       |         |
| 1    | 3    | Sofia Prosvirnova    | Vận động viên Olympic từ Nga | 43.376    | Q       |
| 2    | 3    | Yara van Kerkhof     | Hà Lan                       | 43.430    | Q       |
| 3    | 3    | Bianca Walter        | Đức                          | 43.541    |         |
| 4    | 3    | Sumire Kikuchi       | Nhật Bản                     | 44.838    |         |
| 1    | 4    | Elise Christie       | Anh Quốc                     | 42.872    | Q       |
| 2    | 4    | Qu Chunyu            | Trung Quốc                   | 42.971    | Q       |
| 3    | 4    | Shim Suk-hee         | Hàn Quốc                     | 43.048    |         |
| 4    | 4    | Veronique Pierron    | Pháp                         | 43.148    |         |
| 1    | 5    | Fan Kexin            | Trung Quốc                   | 43.350    | Q       |
| 2    | 5    | Maame Biney          | Hoa Kỳ                       | 43.665    | Q       |
| 3    | 5    | Kim A-lang           | Hàn Quốc                     | 43.724    |         |
| 4    | 5    | Anastassiya Krestova | Kazakhstan                   | 43.821    |         |
| 1    | 6    | Martina Valcepina    | Ý                            | 43.698    | Q       |
| 2    | 6    | Han Yutong           | Trung Quốc                   | 43.719    | Q       |
| 3    | 6    | Tifany Huot-Marchand | Pháp                         | 44.659    |         |
|      | 6    | Jamie Macdonald      | Canada                       |           | PEN     |
| 1    | 7    | Marianne St-Gelais   | Canada                       | 43.437    | Q       |
| 2    | 7    | Anna Seidel          | Đức                          | 43.742    | Q       |
| 3    | 7    | Lara van Ruijven     | Hà Lan                       | 43.771    |         |
| 4    | 7    | Magdalena Warakomska | Ba Lan                       | 44.311    |         |
| 1    | 8    | Choi Min-jeong       | Hàn Quốc                     | 42.870    | Q, OR   |
| 2    | 8    | Petra Jászapáti      | Hungary                      | 55.670    | Q       |
| 3    | 8    | Emina Malagich       | Vận động viên Olympic từ Nga | 56.830    |         |
|      | 8    | Charlotte Gilmartin  | Anh Quốc                     |           | PEN     |

### Tứ kết
Q – lọt vào bán kết
PEN – bị phạt
| Hạng | Nhóm | Tên                 | Quốc gia                     | Thời gian | Ghi chú |
| ---- | ---- | ------------------- | ---------------------------- | --------- | ------- |
| 1    | 1    | Arianna Fontana     | Ý                            | 43.128    | Q       |
| 2    | 1    | Yara van Kerkhof    | Hà Lan                       | 43.197    | Q       |
| 3    | 1    | Natalia Maliszewska | Ba Lan                       | 43.384    |         |
|      | 1    | Marianne St-Gelais  | Canada                       |           | PEN     |
| 1    | 2    | Elise Christie      | Anh Quốc                     | 42.703    | Q, OR   |
| 2    | 2    | Kim Boutin          | Canada                       | 42.789    | Q       |
| 3    | 2    | Andrea Keszler      | Hungary                      | 43.053    |         |
| 4    | 2    | Anna Seidel         | Đức                          | 44.325    |         |
| 1    | 3    | Sofia Prosvirnova   | Vận động viên Olympic từ Nga | 43.466    | Q       |
| 2    | 3    | Fan Kexin           | Trung Quốc                   | 43.485    | Q       |
| 3    | 3    | Han Yutong          | Trung Quốc                   | 43.627    |         |
| 4    | 3    | Maame Biney         | Hoa Kỳ                       | 44.772    |         |
| 1    | 4    | Qu Chunyu           | Trung Quốc                   | 42.954    | Q       |
| 2    | 4    | Choi Min-jeong      | Hàn Quốc                     | 42.996    | Q       |
| 3    | 4    | Martina Valcepina   | Ý                            | 43.023    |         |
| 4    | 4    | Petra Jászapáti     | Hungary                      | 43.043    |         |

### Bán kết
QA – lọt vào Chung kết A
QB – lọt vào Chung kết B
ADV – đi tiếp
PEN – bị phạt
| Hạng | Bán kết | Tên               | Quốc gia                     | Thời gian | Ghi chú |
| ---- | ------- | ----------------- | ---------------------------- | --------- | ------- |
| 1    | 1       | Choi Min-jeong    | Hàn Quốc                     | 42.422    | QA, OR  |
| 2    | 1       | Arianna Fontana   | Ý                            | 42.635    | QA      |
| 3    | 1       | Sofia Prosvirnova | Vận động viên Olympic từ Nga | 43.219    | QB      |
|      | 1       | Fan Kexin         | Trung Quốc                   |           | PEN     |
| 1    | 2       | Yara van Kerkhof  | Hà Lan                       | 43.182    | QA      |
| 2    | 2       | Elise Christie    | Anh Quốc                     | 43.184    | QA      |
| 3    | 2       | Kim Boutin        | Canada                       | 43.234    | ADV     |
|      | 2       | Qu Chunyu         | Trung Quốc                   |           | PEN     |

### Chung kết
Chung kết B bị hủy vì Sofia Prosvirnova (thứ 5 chung cuộc) là người duy nhất góp mặt.
| Hạng | Tên              | Quốc gia | Thời gian | Ghi chú |
| ---- | ---------------- | -------- | --------- | ------- |
| 1    | Arianna Fontana  | Ý        | 42.569    |         |
| 2    | Yara van Kerkhof | Hà Lan   | 43.256    |         |
| 3    | Kim Boutin       | Canada   | 43.881    |         |
| 4    | Elise Christie   | Anh Quốc | 1:23.063  |         |
| 6    | Choi Min-jeong   | Hàn Quốc |           | PEN     |